# Final Cut Pro
Final Cut Pro es un software de edición de vídeo no lineal desarrollado por Macromedia y posteriormente por Apple. Su versión más reciente es Final Cut Pro X, la cual funciona en computadoras personales que cuentan con el sistema operativo Mac OS X a partir de su versión 10.6.7 o posterior y procesadores Intel. El software permite a los usuarios registrar y transferir vídeo a un disco duro (interno o externo), donde puede ser editado, procesado y posteriormente publicado a una gran variedad de formatos.
Desde el principio de la década del 2000, Final Cut Pro ha conseguido una enorme y creciente cantidad de usuarios, principalmente compuesta de personas que realizan vídeos como pasatiempo y productores independientes. De acuerdo a un estudio de SCRI realizado en el 2007, Final Cut Pro poseía el 49% del mercado de edición profesional, seguido de Media Composer de Avid Technology con 22%.

## Características
Final Cut Pro ofrece una edición no lineal no destructiva, (es decir, el contenido original no es afectado de ninguna forma), de cualquier formato de vídeo compatible con QuickTime incluyendo DV, HDV, P2 MXF ( DVCProHD ), XDCAM (a través de plug- in), y formatos de película 2K. Soporta trabajar simultáneamente con pistas de vídeo (número limitado principalmente por el formato de vídeo y capacidad de hardware); puede tener hasta 99 pistas de audio, edición multi-cámara para la combinación de vídeo de múltiples cámaras (función no disponible en Final Cut Pro X ), así como diversas funciones de edición como (roll, slip, slide, scrub, razor blade) y reasignación de funciones en tiempo de edición. Incluye una serie de transiciones de vídeo y filtros tanto para vídeo como audio, tales como (keying tools, mattes and vocal de-poppers and de-essers). También tiene un filtro de corrección de color por medio de 3 vías, así como vista de videoscopio y una selección de generadores.
Final Cut Pro 7 posee mayor integración con otras aplicaciones profesionales de Apple y un mejor soporte para la edición de códecs como HD, DV y formatos de vídeo SD, incluyendo ajustes preestablecidos de codificación para dispositivos como iPod, Apple TV, y discos Blu-ray. Una tecnología llamada DynamicRT construida sobre la tecnología RT Extreme fue expuesta en Final Cut Pro 4. DynamicRT permite una construcción de efectos multistream en tiempo real, que se puede configurar para ajustar automáticamente la calidad de imagen y velocidad de fotogramas durante la reproducción para mantener los efectos en tiempo real. Por ejemplo, cuando hay un gran número de vídeos que se reproducen simultáneamente permite, en tiempo real, cambiar a un modo que reduzca la calidad de la reproducción para que todos se puedan ver en tiempo real; cuando el ordenador es capaz se regresará automáticamente a la calidad nativa. Final Cut Pro también es compatible con los formatos de video mezclados (tanto en resolución como en framerate (velocidad de cuadro)) en la línea de tiempo a tiempo real.

## Interfaz
La interfaz de Final Cut (Pro y Express) fue diseñada en torno a los flujos de trabajo de edición, con cuatro ventanas principales que replican, de manera probada y confiable, los métodos de organizar, ver y editar cintas físicas o medios cinematográficos. El Browser (Buscador), donde los archivos de medios (clips) se ubican, replica los tradicionales ‘contenedores’ cinematográficos o pilas de cintas de vídeo. El “Viewer” (Visualizador), donde cada archivo se puede pre visualizar y recortar de manera individual, replica el monitor de origen de viejos sistemas de vídeo. El “Canvas” (Lienzo), replica el monitor del programa en donde el material editado se ve. La Timeline, o ‘línea de tiempo’, donde los clips son cortados y ensamblados en una sola secuencia, replica la película físicamente editada o la cinta maestra en sistemas anteriores. Al igual, hay una pequeña ventana de Toolbox, o caja de herramientas y dos indicadores de niveles de audio tanto para el canal izquierdo como el derecho.
Tanto el Viewer como el Canvas tienen una interfaz de enlace (para el escaneo de velocidad variable, ya sea hacia delante o atrás de un clip) y una interfaz activa (por avance de fotograma a fotograma).

### Browser
Como en la mayoría de las aplicaciones de edición digital no lineal, el Browser no es una interfaz a los archivos de sistema de la computadora, sino que es un espacio virtual en donde se hace referencia a los clips de tal manera que sea crea un acceso rápido; además de tener la posibilidad de acomodarlos en folders llamados ‘bins’. Ya que solo son referencias de los clips que están en la memoria de la computadora, mover o borrar el archivo de su lugar de origen en el disco de la computadora, romperá el link que hay entre el Browser y los clips que se estén utilizando. Esto último nos da como resultado una “desconexión de derecho y en la pantalla emergente selección “Reconnect Media”, ya estando ahí seleccionar la opción “Search” y el programa hará una búsqueda para encontrar los archivos faltantes.
El Browser posee una pestaña de efectos en donde podemos encontrar transiciones de video y filtros los cuales fácilmente son arrastrados hacia el clip deseado en la Timeline para obtener el resultado deseado.

### Viewer
El viewer o visualizador tiene pestañas en la parte de arriba que indican el canal de vídeo y los canales de audio que contiene el clip seleccionado desde el Browser, también se encuentra la pestaña de Filtros y la de Motion.
En las pestañas de audio es posible ver las ondas de audio y se puede ajustar el volumen. En la pestaña de filtros aparecen los efectos que le han sido aplicados al clip, así como todos los parámetros para ajustar estos. En la pestaña de Motion se encuentran las opciones para mover la posición del clip, así como distorsión de la imagen, velocidad y opacidad del clip. (La ventana de Viewer no está presente en la versión Final Cut Pro X).

### Canvas
El Canvas es la ventana en la que se visualiza el contenido de la línea del tiempo, es decir el material editado en la secuencia abierta. Para agregar clips a la línea del tiempo, es posible simplemente arrastrar los archivos ya sea de audio o vídeo desde el Browser o Viewer. Para visualizar el contenido basta con colocarse en la línea del tiempo en el lugar que se quiere reproducir y presionar el botón de play en el canvas o la barra espaciadora.
La diferencia entre el Canvas y el Viewer es que en el Canvas se reproduce todo lo que se encuentra en la secuencia de la línea del tiempo, mientras que en el Viewer únicamente es posible visualizar el clip seleccionado desde el Browser.
Cuando se abre una secuencia nueva, aparece en las pestañas tanto del Canvas como de la línea del tiempo.

#### Botones de Edición en el Canvas
- Insert (Insertar): (botón amarillo) Inserta los elementos del clip de vídeo seleccionado en el Browser, en la secuencia, en la línea del tiempo.
- Overwrite (Sobrescribir): (botón rojo) Reemplaza los elementos del clip del Viewer en donde se encuentre el marcador en la secuencia, en la línea del tiempo.
- Replace (Reemplazar): (botón azul) Reemplaza el elemento debajo del canvas/ línea del tiempo en donde se encuentre el marcador.
- Superimpose (Superponer): (botón morado) Edita el clip en el viewer en una pista por encima del clip de secuencia que se cruza con el marcador.
- Fit to Fill: (botón verde) Ajusta el clip en el Viewer para que quepa entre los puntos de entrada y salida establecidos en la línea de tiempo.

### Keyboard Shortcuts (Atajos en el teclado)
Final Cut Pro proporciona un conjunto de teclas de acceso rápido para seleccionar las herramientas del software. Existen cerca de 400 comandos de teclado que permiten al usuario aumentar la velocidad de las ediciones. Los usuarios también pueden establecer sus propias preferencias de teclado personalizables acudiendo al menú Tools> Keyboard Layout> Customize.

#### Shortcuts básicos de Final Cut Pro 7
https://web.archive.org/web/20131022201306/http://www.actv23.com/Final-Cut-Pro-7-Shortcuts.pdf

## Antecedentes
Apple en 1991, lanza las tarjetas de sonido estándar y lectores de CD-ROM utilizando un programa que llamó QuickTime. Éste consistía en un conjunto de bibliotecas y reproductores, que a su vez tenían la función de capturar y transmitir el contenido con alta calidad en Internet y diversos dispositivos; dejando a Microsoft atrás por las ventajas en los software, pues Apple tenía su propio sistema, mientras que Microsoft luchaba por la compatibilidad que resultó ser un problema debido a su amplia gama de componentes.
Las primeras aplicaciones fueron basadas en QuickTime, seguido a esto apareció After Effects y Adobe. La incursión de aplicaciones de edición, como fue el caso de Premiere hizo que la edición de video disminuyera posicionando más arriba el uso de la PC.
Esto generó que Apple buscara nuevos desarrolladores de QuickTime. Fue aquí cuando Randy Ubillos y su equipo crearon las tres primeras versiones de Premiere Pro.

## Historia
En 1995, Randy Ubillos decide abandonar Adobe y entra a Macromedia. Con la firme intención de crear una aplicación destinada a la edición de video mejorada, con enfoque profesional. Esta aplicación sería basada en QuickTime. La idea de esta aplicación era superar lo que Adobe Premiere ofrecía. Esta aplicación fue nombrada KeyGrip que posteriormente fue nombrada Final Cut Pro.
Macromedia, decide utilizar el sistema de QuickTime para los sistemas de Apple y para Microsoft utiliza ActiveMovie. Surgieron problemas con la licencia de Microsoft ya que los términos declaraban que no podía ser utilizado QuickTime, Microsoft no lo acepta y trata de bloquear el sistema QuickTime tratando de buscar otras opciones tal como Avid. Esto no tiene éxito y genera que Macromedia retire el producto del mercado hasta que se encontrara una solución viable.
La forma en la que Macromedia soluciona el problema fue cuando se decide incursionar la aplicación de Flash para el uso de Final Cut. Esto fue contraproducente ya que condenó al programa de edición.
Apple negocia con Macromedia la compra del sistema, con la intención de posteriormente venderla a un desarrollador. El plan de Apple fue fallido porque no encontraron un comprador que desarrollara el programa y así decide quedarse con la aplicación informática y desarrollarla ellos mismos. Se centraron en la adición de soporte FireWire/DV y presentan Final Cut Pro en la NAB (Asociación Nacional de Transmisiones) (National Association of Broadcasters) en 1998.
Apple tuvo diferentes colaboradores para la creación de Final Cut Pro. Uno de ellos era DVcreators.net quien lanzó el “Final Cut Pro PowerStart” en NBA. Apple creó talleres y seminarios gratuitos y de paga en 60 ciudades de Estados Unidos, Canadá y otros países, logrando así levantar el mercado.
La primera versión fue compatible para Apple y Microsoft. Siendo una buena opción para los trabajos de edición por su buena calidad. Esto hizo que la industria de la edición dejará atrás a ciertos programas, entre ellos Avid. Finalmente solo la versión para Apple permaneció, logrando incrementar el número de usuarios.
Las versiones de Final Cut Pro fueron evolucionando hasta llegar a la versión número 7. Final Cut se posicionó rápidamente como uno de los estándares utilizados para la edición no sólo de material audiovisual, sino que también se podía editar sonido, montajes y mezclas que más tarde eran integradas en un solo archivo audiovisual. Generando que programas televisivos, cine, etc. adoptaran este programa como su recurso de edición.
A finales del 2001, la película “Las reglas del juego” fue editada en versiones Beta de Final Cut Pro 3 . El director de la película Roger Avary, se volvió el principal promotor del uso de Final Cut Pro, apareciendo en anuncios impresos en todo el mundo. La promoción del producto creó confianza entre otros directores y editores. Considerando al producto listo para el ‘’prime time”.
En agosto del 2002, la aplicación ganó el premio “Primetime Emmy Engineering “, debido al impacto en la industria de la televisión.
En el 2003, se anunció la nueva versión Final Cut Pro 4 . La cual contenía cuatro nuevas aplicaciones: Compressor, sirve para realizar transcode entre diferentes formatos de vídeo, Soundtrack, para creación de música y mezclas sonoras, LiveType, para creación de vídeos animados y Cinema Tools, creado para facilitar a los cineastas el manejo de material por medio de telecine. También en este año lanzan Final Cut Express, una versión económica de Final Cut Pro. Carece de ciertas herramientas de edición de uso profesional, lo cual reduce las opciones para los editores no profesionales.
Se realizaron diferentes estudios para la mejora de las versiones incursionando aplicaciones tales como: Color, Soundtrack Pro, DVD Studio Pro las cuales no fueron muy útiles y las sacaron del mercado.
En el 2004, salió la versión 4.5 de Final Cut Pro, introducida por Apple como Final Cut Pro HD. Debido a su soporte nativo de Panasonic, el formato DVCPRO se comprimía a 720p x 1080i HD a través de FireWire.
En enero del 2005, Soundtrack y Livetype se añadieron a la suite de Final Cut Express dándole más herramientas de las que sólo se encontraban el la versión pro. De igual forma se agregaron herramientas para HDV.
Final Cut Pro 5 se lanza en mayo del mismo año. Añadiendo formato para HDV. También añadió soporte para el material de Panasonic P2, para la grabación de DVCPRO P2 HD a tarjetas de memoria en vez de cinta.
En enero del 2006 Apple decide dejar de vender Final Cut Pro como producto independiente. En marzo del 2006 fue lanzada una nueva versión llamada “Universal Binary 5.1”, integrándola como parte de Final Cut Studio. Las actualizaciones se conseguían por medio de los discos originales de instalación de Apple con una cuota. Una diferencia notable es que las versiones de Intel de Final Cut y Motion ya no reconocían los plug-ins de Adobe After Effects. Por lo que Apple lanzó su propio plug-in universal con el formato FxPlug.
El 15 de abril de 2007, Apple anuncia la versión número 6.0 de Final Cut Pro. Siendo la base de Final Cut Sudio 2. El producto ya no formó parte de la NAB en una exposición en el 2009, sin embargo fue bien recibido por otros tantos, por ejemplo el equipo de la cámara RED One.
El 23 de julio de 2009, Final Cut Pro 7/Final Cut Studio 3 fue lanzado por Apple, sin embargo aún no era una aplicación a 64 bits.
Existió una demanda para la transformación de Final Cut Pro 7 en la cual exigían el funcionamiento del programa a 64 bits por lo que Apple creó Final Cut Pro 8 pero nunca salió a la venta ya que fue destruido. Esto trajo como consecuencia la creación de otra versión cuyo nombre fue Final Cut Pro X, versión que fue anunciada el 12 de abril de 2011. El lanzamiento se llevó a cabo hasta el 21 de junio de 2011. Esta versión sí cumplía con la demanda de ser una aplicación a 64 bits. Esta versión tiene una interfaz totalmente reconstruida, flujos de trabajo diferentes y automatización de procesos, así como la integración de ciertas aplicaciones como ColorSync, Core Animation, entre otras. También se creó el soporte para los formatos AVCHD y H.264., lo cual facilita el trabajo con cámaras de alta definición.
Apple se encuentra en una lucha constante con el comercio ya que existió una pérdida entre los usuarios que utilizaban Final Cut Pro 7 y la última versión.

## Formato de Archivo
Un proyecto de Final Cut Pro técnicamente consiste en distintos archivos separados:
- Archivo de Proyecto
- Archivos multimedia de origen
- Archivos de procesamiento, archivos de caché.

La ubicación de los medios de comunicación y los archivos de procesamiento / Caché no están estandarizados. Se puede configurar dónde almacenarlos. Algunos usuarios tienen un directorio central donde se almacenan todos los archivos de su fuente / Render / Cache, es decir, todas las rutas de archivo al directorio específico del proyecto, para que tengan todos los archivos de proyecto en un solo lugar.
Después de haber terminado un proyecto, se puede borrar todo, excepto el archivo del proyecto, para ahorrar espacio en disco y posteriormente Final Cut Pro puede recapturar todos los datos de origen y volver a calcular todos los datos de renderizado y la memoria caché, siempre y cuando pueda acceder a todas las fuentes de enlaces creados.

### El archivo de proyecto
Las primeras versiones de Final Cut Pro y Final Cut Express utilizan un archivo binario que contiene toda la información de montaje, tales como información de código de tiempo, puntos de entrada y salida de clips, tamaño, recortes, posición, composición, filtros, datos de automatización, etc. No utiliza un sufijo del archivo, sino que usa el generador de código KeyG y el código de tipo FCPF y a partir de esto comienza con la secuencia de bytes \ 162 K ey T \n ( 0xa24b6579470a).
Las ediciones recientes de Final Cut Pro y Final Cut Express, antes de Final Cut Pro X, utilizan la extensión de archivo .fcp.
La última versión de Final Cut Pro, Final Cut Pro X, utiliza una nueva extensión de archivo, .fcpx. Consecuencia de críticas hacia Apple por no poder abrir proyectos hechos en versiones anteriores de Final Cut Pro, y sin embargo haciendo soporte en importación de proyectos creados en el software iMovie (.imovieproj).

### Archivos de origen de otros medios
Pueden ser capturado desde la memoria o cargado de forma externa o importados desde el sistema de archivos.

### Archivos de procesamiento , archivos de caché
Son los archivos que se generan por default en Final Cut Pro, es decir, la forma de onda de audio, efectos de filtro, etc.

## Final Cut Express
En 2003, Apple lanzó Final Cut Express, una versión más económica de Final Cut Pro, la cual usa la misma interfaz que éste, pero carece de muchas herramientas de edición y opciones avanzadas, limitando las características para editores no profesionales.
En el 2005, se agregaron algunas características como Soundtrack y LiveType, así como otras para editar video en alta definición ((HDV)). Posteriormente Soundtrack fue eliminada nuevamente con Final Cut Express 4. Los proyectos de Final Cut Express podían exportarse a Final Cut Pro, pero no viceversa.
Finalmente, en junio del 2011, Final Cut Express fue descontinuado en favor del nuevo Final Cut Pro X.

## Mi primer videoCut Pro X
Apple anunció públicamente en abril del 2011 una puesta a punto importante al software de edición Final Cut Studio, e inmediatamente después hizo el anuncio de que Final Cut Pro X estaría disponible a través del Mac App Store, con nuevas características hechas para aprovechar al máximo las capacidades de las nuevas Macs y Mac OS X como soporte y desempeño multinúcleo completo de 64-bits, junto a una línea de tiempo de edición nueva, llamada "Magic Timeline", muy parecida a la que existe en iMovie, lo cual llevó a algunos editores a llamarlo "iMovie Pro". Esta nueva línea de tiempo puede facilitar la velocidad de edición, como mencionó Larry Jordan, editor de video especializado en capacitación en Final Cut Pro X, en un artículo del sitio web Ars Technica.
El 14 de diciembre de 2017 Apple anunció que Cut Pro X permitiría la edición de video de realidad virtual en 360 grados y en 8k en resolución completa, siendo esta la primera vez que se puede hacer con un ordenador Mac .
Características adicionales en Final Cut Pro 10.4:
- Importa fácilmente proyectos de iMovie, desde el iPhone y el iPad, a Final Cut Pro para trabajos más avanzados de edición, audio, gráficos animados y corrección de color.
- Compatibilidad con HEVC y HEIF para importar y editar formatos de video y foto de alta eficiencia desde dispositivos Apple.
- Plug-ins actualizados con efectos de audio de Logic Pro que cuentan con interfases rediseñadas y tamaño ajustable.
- Un análisis del flujo óptico más rápido y de mayor calidad, desarrollado en Metal: la tecnología de gráficos avanzados de Apple.

### Recepción
Sin embargo, no todas las críticas fueron positivas. Algunos usuarios profesionales de versiones anteriores de Final Cut Pro criticaron negativamente la última versión poco después de su lanzamiento, dándole calificaciones y reseñas negativas en el Mac App Store. Entre las características faltantes, se mencionaron: lista de decisión de edición (EDL), soporte para XML y OMF, incapacidad de importar proyectos realizados en versiones anteriores del programa, la inhabilidad de tener más de una secuencia de edición en un proyecto, la desaparición de la herramienta de edición multi-cámara y la inhabilidad de utilizar hardware de terceros para la entrada (input) y salida (output), todas estas presentes en versiones anteriores de Final Cut Pro. Apple ha dicho ya que incorporará varias de estas capacidades en versiones posteriores.

## Algunas películas editadas en Final Cut Pro
- The Rules of Attraction (2002)
- Full Frontal (2002)
- The Ring (2002)
- Cold Mountain (2003) (nominación al Oscar al mejor montaje para Walter Murch)
- Intolerable Cruelty (2003)
- Open Water (2003)
- Red vs. Blue (2003)
- Napoleon Dynamite (2004)
- The Ladykillers (2004)
- Sky Captain and the World of Tomorrow (2004)
- Super Size Me (2004)
- Corpse Bride (2005)
- Dreamer: Inspired by a True Story (2005)
- Happy Endings (2005)
- Jarhead (2005)
- Little Manhattan (2005)
- Me and You and Everyone We Know (2005)
- 300 (2007)
- Black Snake Moan (2006)
- Happy Feet (2006)
- Zodiac (2007)
- Los Simpson: la película (2007)
- No Country for Old Men (2007) (nominación al Oscar al mejor montaje para Roderick Jaynes)
- Reign Over Me (2007)
- Youth Without Youth (2007)
- Balls of Fury (2007)
- Gabriel (2007)
- Enchanted (2007)
- Traitor (2008)
- Burn After Reading (2008)
- The X-Files: I Want to Believe (2008)
- The Curious Case of Benjamin Button (2008) (nominación al Oscar al mejor montaje para Kirk Baxter y Angus Wall)
- X-Men Origins: Wolverine (2009)
- (500) Days of Summer (2009)
- Where the Wild Things Are (2009)
- A Serious Man (2009)
- Tetro (2009)
- By the People: The Election of Barack Obama (2009)
- Gamer (2009)
- Eat, Pray, Love (2010)
- True Grit (2010)
- The Social Network (2010) (nominación al Oscar al mejor montaje para Kirk Baxter y Angus Wall)
- The Girl with the Dragon Tattoo (2011) (nominación al Oscar al mejor montaje para Kirk Baxter y Angus Wall)
- Twixt (2011)
- Courageous (2011)
- John Carter (2012)
- Hemingway & Gellhorn (2012)
- Indie Game: The Movie (2012)